# 朝日町教育文化施設

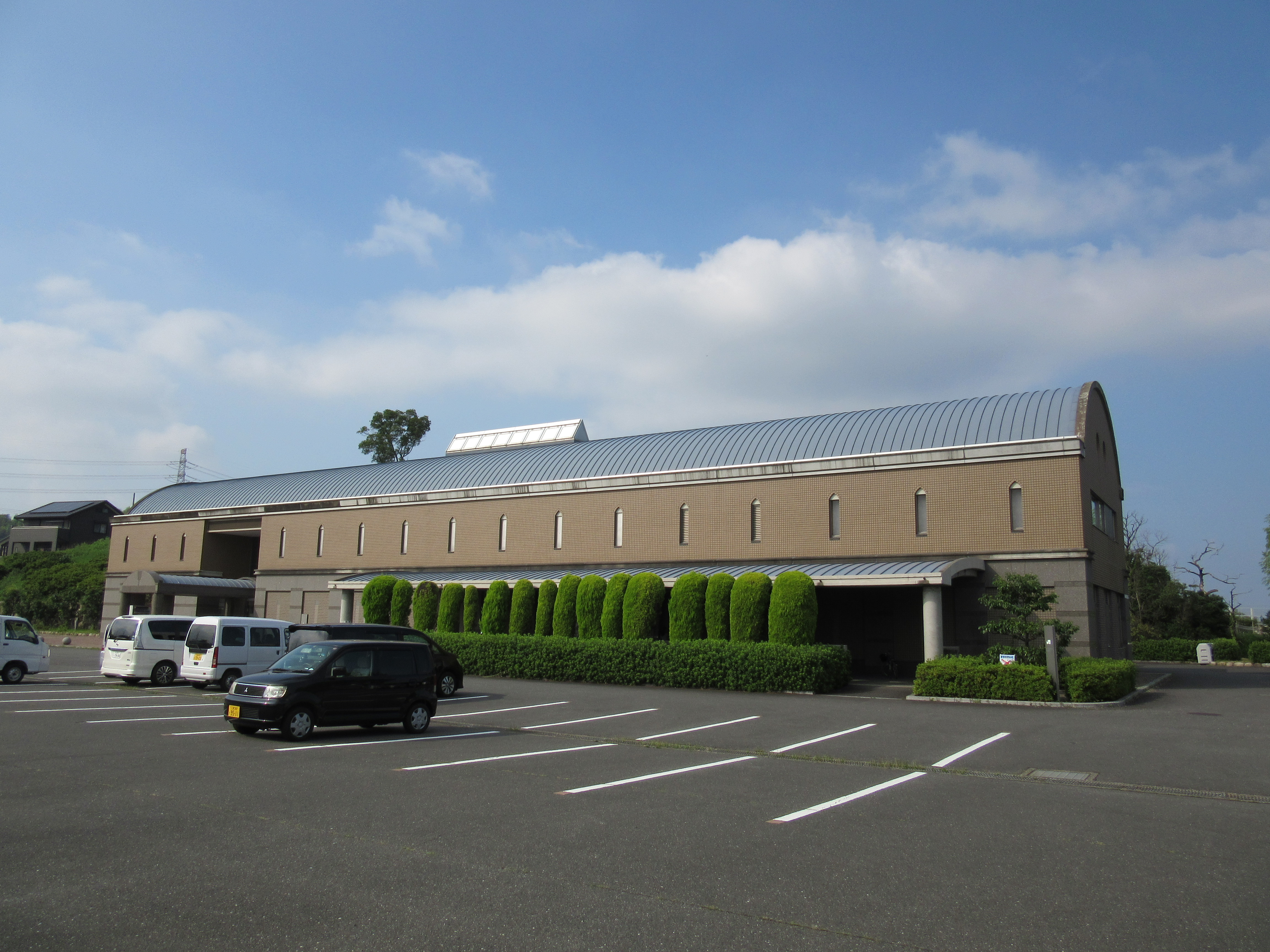
朝日町歴史博物館・図書館

朝日町教育文化施設（あさひちょうぶんかしせつ）は、三重県三重郡朝日町柿地区にある複合施設。博物館・図書館・児童館が隣接されている。

## 概要
朝日町の柿地区の丘陵地にあり、近くに柿城跡がある。JR関西本線朝日駅から歩いて10分以内、近鉄名古屋線伊勢朝日駅から歩いて20分以内のところに位置する。

### 朝日町歴史博物館
白鳳時代建立の縄生廃寺、江戸時代後期の国学者橘守部、江戸時代末～明治時代の陶芸家森有節、明治～大正時代の日本画家栗田真秀・水谷立仙など、朝日町の歴史を一堂に展示してある。年に数回、企画展などの特別展示がある。

### あさひライブラリー
郷土ゆかりの図書から、児童書、一般書籍、雑誌など、あらゆる分野を幅広く揃えている。また、俳人中村古松の俳誌を中心に展示している「古松文庫」がある。

### 児童館
「子供たちの創造力を伸ばす」ことを目的に造られた。

## 歴史
朝日町の縄生地区で、1986年（昭和61年）9月から翌1987年（昭和62年）まで発掘調査が行われ、その大量に出土した軒丸瓦などから、7世紀末から8世紀初頭に造営された白鳳時代の古代寺院塔跡の存在が確認された。江戸時代から金光寺跡と知られており、現在は縄生廃寺と呼ばれている。
縄生廃寺から唐三彩椀を伴う舎利容器（釈迦の骨といわれる「舎利」をおさめるもの）が発見され、日本で最も古い例の一つとして、1989年（平成元年）に国の重要文化財に指定された。このほかにも大量の瓦が出土している。
これらの出土から1997年（平成9年）に完成した。

## 周辺

### 交通
- 旧東海道
- JR関西本線朝日駅
- 近鉄名古屋線伊勢朝日駅
- 三重県道66号四日市朝日線

### 建築物
- 朝日町役場
- 朝日町体育館
- 朝日町公民館 柿分館
- 朝日町立朝日中学校
- 朝日町立朝日小学校
- スーパーセンターオークワみえ朝日インター店

### 史跡・旧跡等
- 柿城跡
- 橘守部生誕地碑
- 橘守部生誕地遺跡